# Morellia
Morellia – bardzo liczny rodzaj muchówek z rodziny muchowatych (Muscidae).

## Wybrane gatunki
- Morellia aenescens Robineau-Desvoidy, 1830
- Morellia asetosa Baranoff, 1925
- Morellia basalis (Walker, 1853)
- Morellia hortorum (Fallén, 1817)
- Morellia micans (Macquart, 1855)
- Morellia podagrica (Loew, 1857)
- Morellia simplex (Loew, 1857)